# Gualtiero Galeota
Gualtiero Galeota (fl. XIV secolo) è stato un filantropo italiano del XII secolo.

## Biografia
Patrizio napoletano, che visse nel Trecento, le relative notizie biografiche sono piuttosto scarse, ma si sa che si sposò con Serella Brancaccio, esponente della famiglia Brancaccio deceduta nel 1339.
Galeota è ricordato soprattutto per diverse donazioni. A Portici promosse la fondazione - avallata da un breve di Papa Benedetto XII nel 1337 - di un monastero per S. Francesco, poi dedicato a Sant'Antonio da Padova.
Tra il 1339 e il 1343 destinò, con diversi atti, uno dei suoi fondi, detto Carboneto, con giardino e abitazione, e ubicato in una parte malsana fuori dalle porte della città di Napoli, ai monaci Agostiniani, per costruirvi un complesso conventuale con la chiesa di San Giovanni a Carbonara, che rappresenta uno dei più importanti monumenti angioini della città. Secondo alcuni, lo stesso Galeota fu conosciuto da Boccaccio attraverso l'amico comune Dionigi di Borgo San Sepolcro.